# Samariscus huysmani
Samariscus huysmani е вид лъчеперка от семейство Samaridae.

## Разпространение и местообитание
Видът е разпространен във Виетнам, Индонезия, Китай, Малайзия, Мианмар, Тайланд и Филипини.
Среща се на дълбочина от 46 до 122 m.

## Описание
На дължина достигат до 11,5 cm.